# Xã Norway, Quận Kittson, Minnesota
Xã Norway (tiếng Anh: Norway Township) là một xã thuộc quận Kittson, tiểu bang Minnesota, Hoa Kỳ. Năm 2010, dân số của xã này là 91 người.